# Korea a 2018. évi téli olimpiai játékokon
Korea a dél-koreai Phjongcshangban megrendezett 2018. évi téli olimpiai játékokon dél-koreai és észak-koreai játékosokból álló egyesített női jégkorong-válogatott volt. A dél-koreai válogatott rendezőként automatikusan részvételi jogot kapott. 2018 januárjában jelentették be, hogy Dél-Korea és Észak-Korea egy egyesített „Korea” csapatot indít női jégkorongban. Minden mérkőzésen legalább három északi-koreai játékos vehetett részt. A játékoskeret 23 dél-koreai és 12 észak-koreai játékosból állt.
Az egyesített válogatott a „COR” országkód kapta a francia Corée szó rövidítéséből. Korea himnusza az „Arirang” című népdal volt. A csapat mezén a Koreai-félsziget sziluettje szerepelt „Korea” felirattal.

## Jégkorong

### Női
- Szövetségi kapitány:  Sarah Murray
- Segédedzők:  Kim Do-yun,  Pak Chol-ho,  Rebecca Baker

| Koreai női jégkorongcsapat-játékoskeret | Koreai női jégkorongcsapat-játékoskeret | Koreai női jégkorongcsapat-játékoskeret | Koreai női jégkorongcsapat-játékoskeret | Koreai női jégkorongcsapat-játékoskeret | Koreai női jégkorongcsapat-játékoskeret | Koreai női jégkorongcsapat-játékoskeret | Koreai női jégkorongcsapat-játékoskeret |
| #                                       | Poszt                                   | Név                                     | Magasság                                | Súly                                    | Születési idő                           | Klub 2017–18-ban                        |                                         |
| --------------------------------------- | --------------------------------------- | --------------------------------------- | --------------------------------------- | --------------------------------------- | --------------------------------------- | --------------------------------------- | --------------------------------------- |
| 1                                       | G                                       | Genevieve Knowles                       | 1,60 m (5,2 ft)                         | 60 kg (130 lb)                          | 2000. április 25.                       | Phoenix                                 |                                         |
| 2                                       | F                                       | Ko Hye-in                               | 1,63 m (5,3 ft)                         | 68 kg (150 lb)                          | 1994. július 18.                        | Ice Avengers                            |                                         |
| 3                                       | D                                       | Eom Su-yeon                             | 1,68 m (5,5 ft)                         | 60 kg (130 lb)                          | 2001. február 1.                        | Ice Avengers                            |                                         |
| 4                                       | F                                       | Kim Un-hyang                            | 1,57 m (5,2 ft)                         | 59 kg (130 lb)                          | 1992. december 10.                      | Kanggye                                 |                                         |
| 5                                       | F                                       | Caroline Park                           | 1,59 m (5,2 ft)                         | 56 kg (123 lb)                          | 1989. november 18.                      | Phoenix                                 |                                         |
| 6                                       | F                                       | Choi Yu-jung                            | 1,56 m (5,1 ft)                         | 56 kg (123 lb)                          | 2000. március 27.                       | Ice Beat                                |                                         |
| 7                                       | F                                       | Danelle Im                              | 1,62 m (5,3 ft)                         | 55 kg (121 lb)                          | 1993. január 21.                        | Phoenix                                 |                                         |
| 8                                       | D                                       | Kim Se-lin                              | 1,56 m (5,1 ft)                         | 60 kg (130 lb)                          | 2000. április 3.                        | Ice Avengers                            |                                         |
| 9                                       | F                                       | Park Jong-ah – C                        | 1,60 m (5,2 ft)                         | 59 kg (130 lb)                          | 1996. június 13.                        | Ice Avengers                            |                                         |
| 10                                      | F                                       | Choi Ji-yeon                            | 1,59 m (5,2 ft)                         | 52 kg (115 lb)                          | 1998. augusztus 21.                     | Ice Avengers                            |                                         |
| 11                                      | D                                       | Park Ye-eun                             | 1,62 m (5,3 ft)                         | 54 kg (119 lb)                          | 1996. május 28.                         | Ice Beat                                |                                         |
| 12                                      | F                                       | Kim Hee-won                             | 1,64 m (5,4 ft)                         | 55 kg (121 lb)                          | 2001. augusztus 1.                      | Ice Avengers                            |                                         |
| 13                                      | F                                       | Lee Eun-ji                              | 1,54 m (5,1 ft)                         | 48 kg (106 lb)                          | 2001. március 8.                        | Phoenix                                 |                                         |
| 14                                      | F                                       | Ryo Song-hui                            | 1,57 m (5,2 ft)                         | 61 kg (134 lb)                          | 1994. január 15.                        | Taesongsan                              |                                         |
| 15                                      | D                                       | Park Chae-lin                           | 1,58 m (5,2 ft)                         | 52 kg (115 lb)                          | 1998. december 17.                      | Ice Beat                                |                                         |
| 16                                      | F                                       | Jo Su-sie – A                           | 1,62 m (5,3 ft)                         | 55 kg (121 lb)                          | 1994. szeptember 9.                     | Ice Beat                                |                                         |
| 17                                      | F                                       | Han Soo-jin                             | 1,69 m (5,5 ft)                         | 63 kg (139 lb)                          | 1987. szeptember 22.                    | Ice Beat                                |                                         |
| 18                                      | F                                       | Kim Un-jong                             | 1,56 m (5,1 ft)                         | 63 kg (139 lb)                          | 1992. október 28.                       | Taesongsan                              |                                         |
| 20                                      | G                                       | Han Do-hee                              | 1,59 m (5,2 ft)                         | 60 kg (130 lb)                          | 1994. november 16.                      | Ice Avengers                            |                                         |
| 21                                      | F                                       | Lee Yeon-jeong                          | 1,60 m (5,2 ft)                         | 52 kg (115 lb)                          | 1994. november 2.                       | Ice Beat                                |                                         |
| 22                                      | F                                       | Jung Si-yun                             | 1,71 m (5,6 ft)                         | 64 kg (141 lb)                          | 2000. szeptember 8.                     | Ice Avengers                            |                                         |
| 23                                      | D                                       | Park Yoon-jung – A                      | 1,71 m (5,6 ft)                         | 65 kg (143 lb)                          | 1992. december 18.                      | Phoenix                                 |                                         |
| 24                                      | D                                       | Cho Mi-hwan                             | 1,60 m (5,2 ft)                         | 58 kg (128 lb)                          | 1995. március 30.                       | Ice Avengers                            |                                         |
| 25                                      | G                                       | Ri Pom                                  | 1,63 m (5,3 ft)                         | 62 kg (137 lb)                          | 1995. május 28.                         | Sajabong                                |                                         |
| 26                                      | F                                       | Kim Hyang-mi                            | 1,62 m (5,3 ft)                         | 72 kg (159 lb)                          | 1995. február 10.                       | Taesongsan                              |                                         |
| 27                                      | F                                       | Jong Su-hyon                            | 1,60 m (5,2 ft)                         | 58 kg (128 lb)                          | 1996. október 10.                       | Taesongsan                              |                                         |
| 29                                      | F                                       | Lee Jin-gyu                             | 1,63 m (5,3 ft)                         | 59 kg (130 lb)                          | 2000. január 13.                        | Phoenix                                 |                                         |
| 31                                      | G                                       | Shin So-jung                            | 1,65 m (5,4 ft)                         | 63 kg (139 lb)                          | 1990. március 4.                        | Ice Beat                                |                                         |
| 32                                      | D                                       | Jin Ok                                  | 1,58 m (5,2 ft)                         | 56 kg (123 lb)                          | 1990. január 28.                        | Kanggye                                 |                                         |
| 33                                      | F                                       | Choe Un-gyong                           | 1,52 m (5,0 ft)                         | 52 kg (115 lb)                          | 1994. január 29.                        | Susan                                   |                                         |
| 37                                      | F                                       | Randi Griffin                           | 1,65 m (5,4 ft)                         | 58 kg (128 lb)                          | 1988. szeptember 2.                     | Phoenix                                 |                                         |
| 39                                      | F                                       | Hwang Chung-gum                         | 1,63 m (5,3 ft)                         | 59 kg (130 lb)                          | 1995. szeptember 11.                    | Taesongsan                              |                                         |
| 41                                      | D                                       | Hwang Sol-gyong                         | 1,60 m (5,2 ft)                         | 60 kg (130 lb)                          | 1997. január 9.                         | Jangjasan                               |                                         |
| 42                                      | D                                       | Ryu Su-jong                             | 1,60 m (5,2 ft)                         | 59 kg (130 lb)                          | 1995. július 24.                        | Kimchaek                                |                                         |
| 47                                      | D                                       | Choe Jong-hui                           | 1,58 m (5,2 ft)                         | 62 kg (137 lb)                          | 1991. december 12.                      | Kimchaek                                |                                         |

Csoportkör
B csoport
| Hely. | Csapat     | M | Gy | HGy | HV | V | G+ | G– | Gk  | P | Továbbjutás                  |
| ----- | ---------- | - | -- | --- | -- | - | -- | -- | --- | - | ---------------------------- |
| 1.    | Svájc      | 3 | 3  | 0   | 0  | 0 | 13 | 2  | +11 | 9 | Továbbjutott a negyeddöntőbe |
| 2.    | Svédország | 3 | 2  | 0   | 0  | 1 | 11 | 3  | +8  | 6 | Továbbjutott a negyeddöntőbe |
| 3.    | Japán      | 3 | 1  | 0   | 0  | 2 | 6  | 6  | 0   | 3 | Az 5–8. helyért játszhatott  |
| 4.    | Korea      | 3 | 0  | 0   | 0  | 3 | 1  | 20 | −19 | 0 | Az 5–8. helyért játszhatott  |

| 2018. február 10. 21:10 (13:10) | Svájc (SUI) | 8–0 (3–0, 3–0, 2–0) | Korea (COR) | Kwandong Hockey Center, Phjongcshang Nézőszám: 3606 |

| Jegyzőkönyv | Jegyzőkönyv        | Jegyzőkönyv | Jegyzőkönyv  | Jegyzőkönyv                                                                               |
| --- | ------------------ | ----------- | ------------ | ----------------------------------------------------------------------------------------- |
| | Florence Schelling | Kapusok     | Shin So-jung | Játékvezetők: Dina Allen Gabrielle Ariano-Lortie Vonalbírók: Jessica Leclerc Justine Todd |
| \| Müller (S. Benz) (SH) – 10:23 \| 1–0 \| \| \| Müller (S. Benz, Stalder) – 11:24 \| 2–0 \| \| \| Müller (S. Benz, Meier) – 19:49 \| 3–0 \| \| \| Müller – 21:26 \| 4–0 \| \| \| Stänz (Raselli) – 22:21 \| 5–0 \| \| \| Stänz (Raselli) – 37:19 \| 6–0 \| \| \| Stalder (Meier, Müller) (PP) – 49:42 \| 7–0 \| \| \| Stalder (Müller) – 51:48 \| 8–0 \| \| |                    |             |              | Játékvezetők: Dina Allen Gabrielle Ariano-Lortie Vonalbírók: Jessica Leclerc Justine Todd |
| 12 perc | Büntetések         | 6 perc      |              | Játékvezetők: Dina Allen Gabrielle Ariano-Lortie Vonalbírók: Jessica Leclerc Justine Todd |
| 52 | Lövések            | 8           |              | Játékvezetők: Dina Allen Gabrielle Ariano-Lortie Vonalbírók: Jessica Leclerc Justine Todd |
| Müller (S. Benz) (SH) – 10:23 | 1–0                |             |              | Játékvezetők: Dina Allen Gabrielle Ariano-Lortie Vonalbírók: Jessica Leclerc Justine Todd |
| Müller (S. Benz, Stalder) – 11:24 | 2–0                |             |              | Játékvezetők: Dina Allen Gabrielle Ariano-Lortie Vonalbírók: Jessica Leclerc Justine Todd |
| Müller (S. Benz, Meier) – 19:49 | 3–0                |             |              | Játékvezetők: Dina Allen Gabrielle Ariano-Lortie Vonalbírók: Jessica Leclerc Justine Todd |
| Müller – 21:26 | 4–0                |             |              |                                                                                           |
| Stänz (Raselli) – 22:21 | 5–0                |             |              |                                                                                           |
| Stänz (Raselli) – 37:19 | 6–0                |             |              |                                                                                           |
| Stalder (Meier, Müller) (PP) – 49:42 | 7–0                |             |              |                                                                                           |
| Stalder (Müller) – 51:48 | 8–0                |             |              |                                                                                           |

| 2018. február 12. 21:10 (13:10) | Svédország (SWE) | 8–0 (4–0, 1–0, 3–0) | Korea (COR) | Kwandong Hockey Center, Phjongcshang Nézőszám: 4244 |

| Jegyzőkönyv | Jegyzőkönyv | Jegyzőkönyv | Jegyzőkönyv  | Jegyzőkönyv                                                                                            |
| --- | ----------- | ----------- | ------------ | --- |
| | Sara Grahn  | Kapusok     | Shin So-jung | Játékvezetők: Gabrielle Ariano-Lortie Drahomira Fialova Vonalbírók: Johanna Tauriainen Jessica Leclerc |
| \| Nylén Persson (Alasalmi) (PP) – 04:00 \| 1–0 \| \| \| Lundberg (Rask, Grahm) – 09:47 \| 2–0 \| \| \| Fällman (Rask, Küller) – 10:17 \| 3–0 \| \| \| Udén Johansson (Johansson) – 17:04 \| 4–0 \| \| \| Winberg (Lundberg, Alasalmi) – 24:08 \| 5–0 \| \| \| Nordin (Winberg) – 41:09 \| 6–0 \| \| \| Winberg (Grahm, Nordin) – 41:45 \| 7–0 \| \| \| Stenberg (Winberg) – 45:34 \| 8–0 \| \| |             |             |              | Játékvezetők: Gabrielle Ariano-Lortie Drahomira Fialova Vonalbírók: Johanna Tauriainen Jessica Leclerc |
| 8 perc | Büntetések  | 6 perc      |              | Játékvezetők: Gabrielle Ariano-Lortie Drahomira Fialova Vonalbírók: Johanna Tauriainen Jessica Leclerc |
| 50 | Lövések     | 19          |              | Játékvezetők: Gabrielle Ariano-Lortie Drahomira Fialova Vonalbírók: Johanna Tauriainen Jessica Leclerc |
| Nylén Persson (Alasalmi) (PP) – 04:00 | 1–0         |             |              | Játékvezetők: Gabrielle Ariano-Lortie Drahomira Fialova Vonalbírók: Johanna Tauriainen Jessica Leclerc |
| Lundberg (Rask, Grahm) – 09:47 | 2–0         |             |              | Játékvezetők: Gabrielle Ariano-Lortie Drahomira Fialova Vonalbírók: Johanna Tauriainen Jessica Leclerc |
| Fällman (Rask, Küller) – 10:17 | 3–0         |             |              | Játékvezetők: Gabrielle Ariano-Lortie Drahomira Fialova Vonalbírók: Johanna Tauriainen Jessica Leclerc |
| Udén Johansson (Johansson) – 17:04 | 4–0         |             |              | |
| Winberg (Lundberg, Alasalmi) – 24:08 | 5–0         |             |              | |
| Nordin (Winberg) – 41:09 | 6–0         |             |              | |
| Winberg (Grahm, Nordin) – 41:45 | 7–0         |             |              | |
| Stenberg (Winberg) – 45:34 | 8–0         |             |              | |

| 2018. február 14. 16:40 (8:40) | Korea (COR) | 1–4 (0–2, 1–0, 0–2) | Japán (JPN) | Kwandong Hockey Center, Phjongcshang Nézőszám: 4110 |

| Jegyzőkönyv | Jegyzőkönyv  | Jegyzőkönyv                               | Jegyzőkönyv   | Jegyzőkönyv                                                                                  |
| --- | ------------ | ----------------------------------------- | ------------- | -------------------------------------------------------------------------------------------- |
| | Shin So-jung | Kapusok                                   | Konishi Akane | Játékvezetők: Drahomira Fialova Nicole Hertrich Vonalbírók: Jessica Leclerc Zuzana Svobodová |
| \| \| 0–1 \| 01:07 – Kubo (H. Toko, Ukita) \| \| \| 0–2 \| 03:58 – Ono (Koike, Yoneyama) (PP) \| \| Griffin (Park Yo.) – 29:31 \| 1–2 \| \| \| \| 1–3 \| 51:42 – Koike (Hosoyamada, Yoneyama) (PP) \| \| \| 1–4 \| 58:33 – Ukita (ENG) \| |              |                                           |               | Játékvezetők: Drahomira Fialova Nicole Hertrich Vonalbírók: Jessica Leclerc Zuzana Svobodová |
| 6 perc | Büntetések   | 4 perc                                    |               | Játékvezetők: Drahomira Fialova Nicole Hertrich Vonalbírók: Jessica Leclerc Zuzana Svobodová |
| 13 | Lövések      | 44                                        |               | Játékvezetők: Drahomira Fialova Nicole Hertrich Vonalbírók: Jessica Leclerc Zuzana Svobodová |
| | 0–1          | 01:07 – Kubo (H. Toko, Ukita)             |               | Játékvezetők: Drahomira Fialova Nicole Hertrich Vonalbírók: Jessica Leclerc Zuzana Svobodová |
| | 0–2          | 03:58 – Ono (Koike, Yoneyama) (PP)        |               | Játékvezetők: Drahomira Fialova Nicole Hertrich Vonalbírók: Jessica Leclerc Zuzana Svobodová |
| Griffin (Park Yo.) – 29:31 | 1–2          |                                           |               | Játékvezetők: Drahomira Fialova Nicole Hertrich Vonalbírók: Jessica Leclerc Zuzana Svobodová |
| | 1–3          | 51:42 – Koike (Hosoyamada, Yoneyama) (PP) |               |                                                                                              |
| | 1–4          | 58:33 – Ukita (ENG)                       |               |                                                                                              |

5–8. helyért
| 2018. február 18. 12:10 (4:10) | Svájc (SUI) | 2–0 (1–0, 1–0, 0–0) | Korea (COR) | Kwandong Hockey Center, Phjongcshang Nézőszám: 3811 |

| Jegyzőkönyv                                                                                           | Jegyzőkönyv  | Jegyzőkönyv | Jegyzőkönyv  | Jegyzőkönyv                                                                                           |
| --- | ------------ | ----------- | ------------ | --- |
| | Janine Alder | Kapusok     | Shin So-jung | Játékvezetők: Gabrielle Ariano-Lortie Katarina Timglas Vonalbírók: Jenni Heikkinen Veronica Johansson |
| \| Zollinger (Bullo, Benz) (PP) – 16:35 \| 1–0 \| \| \| Raselli (Rüegg, Altmann) – 38:52 \| 2–0 \| \| |              |             |              | Játékvezetők: Gabrielle Ariano-Lortie Katarina Timglas Vonalbírók: Jenni Heikkinen Veronica Johansson |
| 2 perc                                                                                                | Büntetések   | 8 perc      |              | Játékvezetők: Gabrielle Ariano-Lortie Katarina Timglas Vonalbírók: Jenni Heikkinen Veronica Johansson |
| 53 | Lövések      | 19          |              | Játékvezetők: Gabrielle Ariano-Lortie Katarina Timglas Vonalbírók: Jenni Heikkinen Veronica Johansson |
| Zollinger (Bullo, Benz) (PP) – 16:35                                                                  | 1–0          |             |              | Játékvezetők: Gabrielle Ariano-Lortie Katarina Timglas Vonalbírók: Jenni Heikkinen Veronica Johansson |
| Raselli (Rüegg, Altmann) – 38:52                                                                      | 2–0          |             |              | Játékvezetők: Gabrielle Ariano-Lortie Katarina Timglas Vonalbírók: Jenni Heikkinen Veronica Johansson |

7. helyért
| 2018. február 20. 12:10 (4:10) | Svédország (SWE) | 6–1 (2–1, 1–0, 3–0) | Korea (COR) | Kwandong Hockey Center, Phjongcshang Nézőszám: 4125 |

| Jegyzőkönyv | Jegyzőkönyv                   | Jegyzőkönyv                   | Jegyzőkönyv             | Jegyzőkönyv                                                                        |
| --- | ----------------------------- | ----------------------------- | ----------------------- | ---------------------------------------------------------------------------------- |
| | Minatsu Murase Sarah Berglind | Kapusok                       | Shin So-jung Han Do-hee | Játékvezetők: Drahomira Fialova Aina Hove Vonalbírók: Jenni Heikkinen Nataša Pagon |
| \| Küller (Rask, Udén Johansson) – 05:50 \| 1–0 \| \| \| \| 1–1 \| 06:21 – Han S. (Park J.) (PP) \| \| Alasalmi (Nylén Persson, Borgqvist) (PP) – 19:37 \| 2–1 \| \| \| Grahm (Rask, Nordin) – 36:27 \| 3–1 \| \| \| Svedin (Johansson, Hjalmarsson) – 43:05 \| 4–1 \| \| \| Rask (Lindh) – 49:31 \| 5–1 \| \| \| Johansson (Borgqvist, Hjalmarsson) – 57:19 \| 6–1 \| \| |                               |                               |                         | Játékvezetők: Drahomira Fialova Aina Hove Vonalbírók: Jenni Heikkinen Nataša Pagon |
| 6 perc | Büntetések                    | 4 perc                        |                         | Játékvezetők: Drahomira Fialova Aina Hove Vonalbírók: Jenni Heikkinen Nataša Pagon |
| 40 | Lövések                       | 16                            |                         | Játékvezetők: Drahomira Fialova Aina Hove Vonalbírók: Jenni Heikkinen Nataša Pagon |
| Küller (Rask, Udén Johansson) – 05:50 | 1–0                           |                               |                         | Játékvezetők: Drahomira Fialova Aina Hove Vonalbírók: Jenni Heikkinen Nataša Pagon |
| | 1–1                           | 06:21 – Han S. (Park J.) (PP) |                         | Játékvezetők: Drahomira Fialova Aina Hove Vonalbírók: Jenni Heikkinen Nataša Pagon |
| Alasalmi (Nylén Persson, Borgqvist) (PP) – 19:37 | 2–1                           |                               |                         | Játékvezetők: Drahomira Fialova Aina Hove Vonalbírók: Jenni Heikkinen Nataša Pagon |
| Grahm (Rask, Nordin) – 36:27 | 3–1                           |                               |                         |                                                                                    |
| Svedin (Johansson, Hjalmarsson) – 43:05 | 4–1                           |                               |                         |                                                                                    |
| Rask (Lindh) – 49:31 | 5–1                           |                               |                         |                                                                                    |
| Johansson (Borgqvist, Hjalmarsson) – 57:19 | 6–1                           |                               |                         |                                                                                    |

| Csapat      | Helyezés |
| ----------- | -------- |
| Korea (COR) | 8.       |